# Шент Јуриј
Шент Јуриј (словен. Šent Jurij) је насељено место у општини Гросупље, Средњесловенска регија, Словенија.

## Историја
До територијалне реорганизације у Словенији била је у саставу старе општине Гросупље.

## Становништво
У попису становништва из 2011. године, Шент Јуриј је имао 381 становника.
| Број становника према пописима | Број становника према пописима | Број становника према пописима |
| ------------------------------ | ------------------------------ | ------------------------------ |
| 1991                           | 2002                           | 2011                           |
| 239                            | 308                            | 381                            |

Напомена: До 1952. исказивано под именом Свети Јуриј при Гросупљем, а од 1952. до 1992. под именом Подтабор при Гросупљем. Од 1992. исказивано под именом Шент Јуриј.